# Boris Andrejev (sportskytt)
Boris Andrejev, född 21 januari 1906 i Moskva, Kejsardömet Ryssland, död 9 mars 1987, var en sovjetisk sportskytt.
Han blev olympisk silvermedaljör i gevär vid sommarspelen 1952 i Helsingfors.